# Premna henryana
Premna henryana là một loài thực vật có hoa trong họ Hoa môi. Loài này được (Hand.-Mazz.) C.Y.Wu miêu tả khoa học đầu tiên năm 1977.